# Afera Dreyfus
Afera Dreyfus je bila politični škandal, ki je na prelomu iz 19. v 20. stoletje razdelil Francijo. 
Judovski častnik Alfred Dreyfus, zaposlen v francoskem generalštabu, je bil obtožen vohunjenja za Nemčijo, za kar je bil leta 1894 obsojen na dosmrtno izgnanstvo na Hudičevem otoku blizu obale Francoske Gvajane. 
Načelnik protivohunske službe je čez dve leti odkril, da tajnih dokumentov Nemcem ni prodajal Dreyfus, a v generalštabu niso hoteli priznati, da so v izgnanstvo poslali nedolžnega človeka. Desnica in katoliška cerkev sta Dreyfusovo »izdajstvo« označila za zaroto Judov in prostozidarjev, naperjeno zoper prestiž vojske in Francije. Ko so novice o zmoti prišle v javnost, so Dreyfusa začeli braniti najvidnejši francoski intelektualci, med njimi Anatole France in pisatelj Emile Zola, ki je januarja 1898 v listu L'Aurore objavil znamenito pismo predsedniku francoske republike z naslovom Obtožujem (J'accuse). 
Afera Dreyfus je postopoma razdelila deželo v dva tabora: dreyfusovci so nastopali proti konservativni, antisemitski vojaški kasti, ki se je ukvarjala s prevratniškimi in revanšističnimi načrti, ter njihovi pristaši. Nasprotja so se zaostrovala. Leta 1898 je postal položaj v Franciji zelo napet, saj se je hkrati z razburjenjem zaradi afere Dreyfus razmahnilo stavkovno gibanje. Razgrete duhove je pomirila šele nova vlada (1899) s podporo socialistov. Novi predsednik vlade je zadevo Dreyfus vrnil v presojo vojaškemu sodišču. To je Dreyfusa kljub nasprotnim dokazom spet spoznalo za krivega. Da bi pomiril ljudstvo, je Dreyfusa leta 1899 pomilostil, vendar je bil dokončno oproščen krivde šele leta 1906.